# Juan del Barrio
Juan del Barrio (Buenos Aires, 14 de junio de 1957) es un músico, pianista, tecladista y compositor argentino, especializado en música incidental. Integró destacadas bandas del rock argentino, como la cooperativa musical MIA (Músicos Independientes Asociados), Sr. Zutano, Spinetta Jade, Los Abuelos de la Nada y Suéter y 3 Eléctrico.

## Biografía
De formación clásica, Juan del Barrio comenzó a estudiar piano a los 12 años. Cuando aún era un adolescente comenzó a tocar en grupo con Nono Belvis, Daniel Curto, Ricardo La Civita y Ricardo Medina.
Desde 1975 es miembro fundador de MIA (Músicos Independientes Asociados), una cooperativa musical creada a instancias de Lito Vitale cuando aún tenía 13 años y su hermana Liliana Vitale. Como miembro de MIA participó de los dos primeros álbumes editados artesanalmente por la cooperativa, así como de los recitales que organizaba.

### Sr. Zutano
En 1977 forma Sr. Zutano, la primera banda de jazz rock de la Argentina, junto con Lito Epumer (guitarra), Pomo Lorenzo (batería) y Francisco Ojstersek (bajo). Esta formación es la base tomada por Luis Alberto Spinetta para formar Spinetta Jade.

### Spinetta Jade
En 1980, Spinetta lo convoca para integrar Spinetta Jade, una de las grandes bandas de la historia del rock latino, con un sonido de jazz rock, junto a su compañero de Sr. Zutano, Pomo Lorenzo en batería, su excompañero en MIA Lito Vitale en Instrumentos de teclado y Pedro Aznar en bajo. En una segunda formación de la banda, Vitale fue reemplazado por Diego Rapoport y Aznar por Beto Satragni. Con esta segunda formación, la banda graba el álbum Alma de diamante y realiza el megarrecital histórico con Seru Giran (Charly García y Luis Alberto Spinetta juntos) en el estadio Obras Sanitarias en septiembre de 1980. En el año 1981 se retira de la banda, siendo reemplazado por Leo Sujatovich.

### Suéter
En 1981 es convocado por Miguel Zavaleta para integrar la primera formación de Suéter, junto a Daniel Colombres (batería), Gustavo Donés (bajo), Fabiana Cantilo y Celsa Mel Gowland en (coros). Graba el primer álbum homónimo del grupo y se retira hacia 1983.

### Los Abuelos de la Nada
En 1984, Miguel Abuelo lo convoca para ser músico invitado en Los Abuelos de la Nada, banda histórica argentina, en la que al año siguiente graba su primer álbum en vivo Los Abuelos en el Ópera y en 1986 se convierte en músico oficial (luego de la salida de Andrés Calamaro) y graban su último álbum de estudio Cosas mías. Dos años más tarde fallece Miguel Abuelo por complicaciones derivadas del Sepsis en 1988, en 2020 se reunió con la nueva formación de los abuelos de la nada.

### Década de 1990
A partir de la década de 1990, Del Barrio se dedicó a la enseñanza musical y a componer música incidental para obras de teatro, como Telarañas, dirigida por Ricardo Bartís y Nada bueno Dorotea, El alma secreta de las cosas y La noche, dirigidas por Sergio D'Angelo. Lideró además la banda pop Sistema Sensible interpretando sus composiciones en un estilo canción-pop-rock.

### Spinetta y las Bandas Eternas
En el megarrecital Spinetta y las Bandas Eternas organizado por Luis Alberto Spinetta en 2009 para celebrar sus 40 años en la música, Del Barrio interpreta junto a Spinetta dos temas, Sombras en los álamos y Alma de diamante.

### 3 Eléctrico (Trío Eléctrico)
Como dice su nombre un Trío de Jazz Rock Sinfónico liderado por Juan del Barrio donde es compositor de todas las obras. El 5 de diciembre de 2016 sale su primer trabajo discográfico llamado de forma homónima, con Ale Reggiani en Batería, Juan Giménez Kuj en Bajo.

## Discografía
- Transparencias, con M.I.A. (1976)
- Mágicos juegos del tiempo, con M.I.A. (1977)
- Alma de diamante, con Spinetta Jade (1980)
- Suéter, con Suéter (1982)
- Los Abuelos en el Ópera, con Los Abuelos de la Nada (1985)
- Cosas mías, con Los Abuelos de la Nada (1986)
- El alma secreta de las cosas, solista y compositor (1993)
- Piano, solista y con Fernando Aguirre (1996)
- 3 Eléctrico (2016)
- Los Abuelos y amigos, con Los Abuelos de la Nada (2021)